# Vytyčovací síť

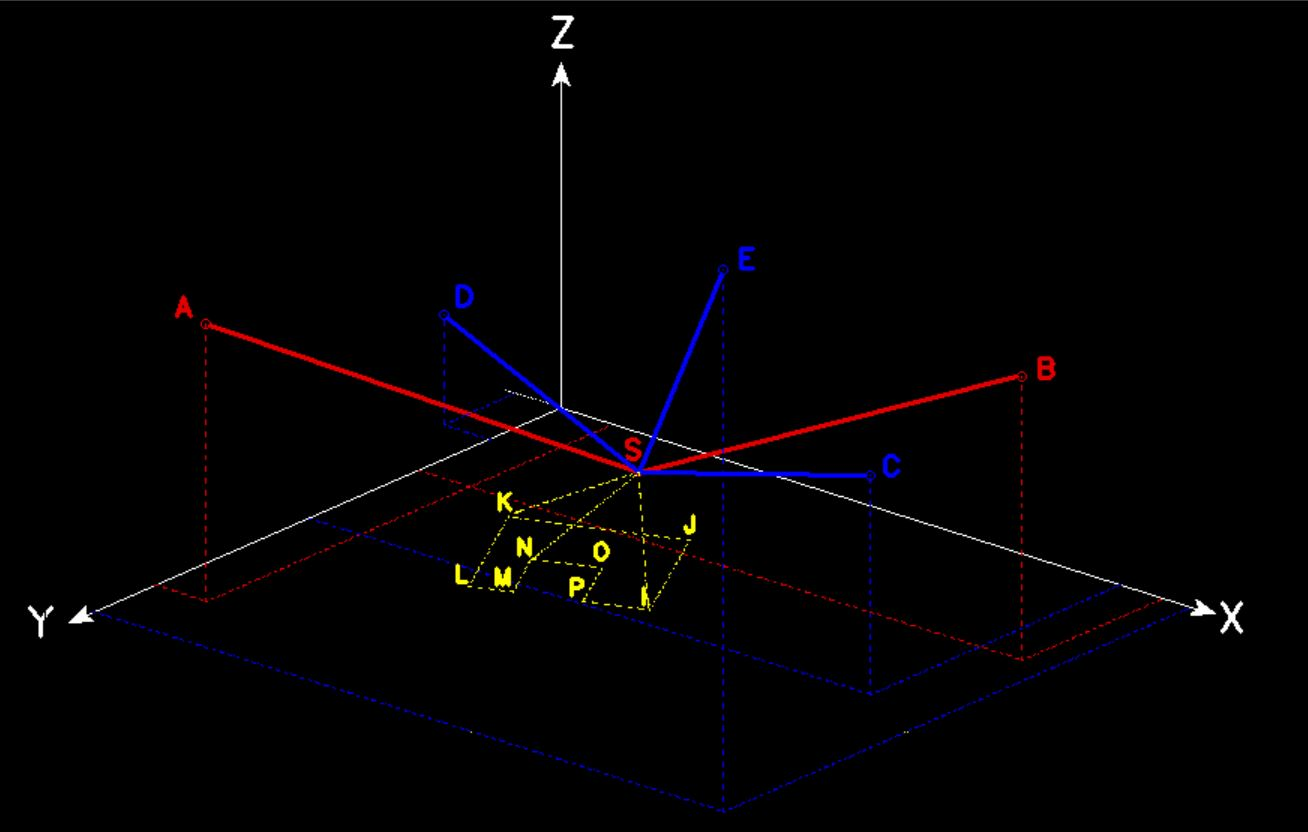
Princip geodetického vytyčování: Na obrázku jsou červeně zakresleny nutné záměry (A,B) a modře záměry (C,D,E) pro zvýšení přesnosti pro stanovení polohy a výšky stanovicka S. Žlutě jsou pak zakresleny záměry pro vytyčení jednotlivých bodů vytyčovaného objektu.

Vytyčovací síť je pojem z oboru inženýrské geodézie. Jde o soubor (množinu) bodů, pro které jsou známy s vysokou přesností jejich vzájemné prostorové vztahy, zpravidla vyjádřené seznamem souřadnic (X,Y,Z). Zaměříme-li tyto body s cílem určit polohu stanoviska měřického přístroje (teodolitu, totální stanice), můžeme následně vytyčovat stavbu, pro niž je vytyčovací síť vybudována. Slovo „síť“ se používá, protože zákres bodů vytyčovací sítě a dosažitelných záměr připomíná pohled na pletené sítě.
Body vytyčovací sítě jsou fyzicky realizovány/stabilizovány v terénu v okolí stavby, která má být z této sítě vytyčována, přičemž musí svým provedením, stabilitou a trvanlivostí splňovat požadavky na vytyčovací síť.
Body vytyčovací sítě se volí tak, aby svou polohou a trvanlivostí vyhovovaly budoucím měřickým pracím, které z těchto bodů budou vycházet (vytyčování stavby, opakovaná měření změn terénu, určování směru ražby tunelu, kontrolní měření objektu po dokončení stavby aj.).
Body vytyčovací sítě se volí v chráněných zónách (za hranicí staveniště, uměle vytvořená zóna oplocením, obtížně dostupné místo jako ochrana proti vandalismu).
Fyzická realizace/stabilizace se provádí od nejjednoduššího nakreslení tečky, provedením zářezu (křížek) nebo vyražením důlku, přes nalepení odrazného štítku s ryskami (to vše na technických objektech) k těžší stabilizaci mezníkem nebo účelovou konstrukcí až k vybudování betonového pilíře (hloubkově založeného, chráněného proti teplotním vlivům), v jehož hlavě je zapuštěn šroub nebo tři drážky pro upevnění/ustavení měřického přístroje.
Po fyzické realizaci bodů vytyčovací sítě se provede měření, jehož cílem je určení prostorových vztahů. Měříme úhly, délky (u teodolitů, totálních stanic vybavených převodem na pravoúhlé souřadnice) pravoúhlé souřadnice zpravidla místní soustavy. Měření musí být provedeno s přesností vyšší, než je přesnost navazujících měřických prací. Toho dosáhneme použitím přesnějšího přístroje nebo opakováním měření. Naměřené hodnoty se dále výpočetně zpracovávají – průměry opakovaných měření, vyrovnání odchylek statistickými výpočty (nejčastěji MNČ) a převod (transformace) do pravoúhlé souřadné soustavy (státní nebo místní).
Výsledkem měření a výpočtů je tedy seznam prostorových souřadnic (X,Y,Z), který je pevně navázán na reálné body v terénu. K vytyčovací síti se zhotovuje dokumentace, která obsahuje informace o přesnosti sítě, seznam souřadnic, informace o poloze a způsobu stabilizace jednotlivých bodů (místopisy), informace o vztahu k jiným souřadným soustavám a nadmořské výšce, v níž má být síť používána, datum měření a zpracování výpočtů, jména měřičů a zpracovatelů. Dokumentace vytyčovací sítě musí být ověřena "Autorizovaným zeměměřickým inženýrem". (Dříve: „úředně oprávněným zeměměřickým inženýrem“.)
Vztah veřejnosti k bodům vytyčovací sítě (ochrana, strpění, náhrady) je v Česku upraven v § 8 zákona č. 200/1994 Sb., „o zeměměřictví“.

## Galerie

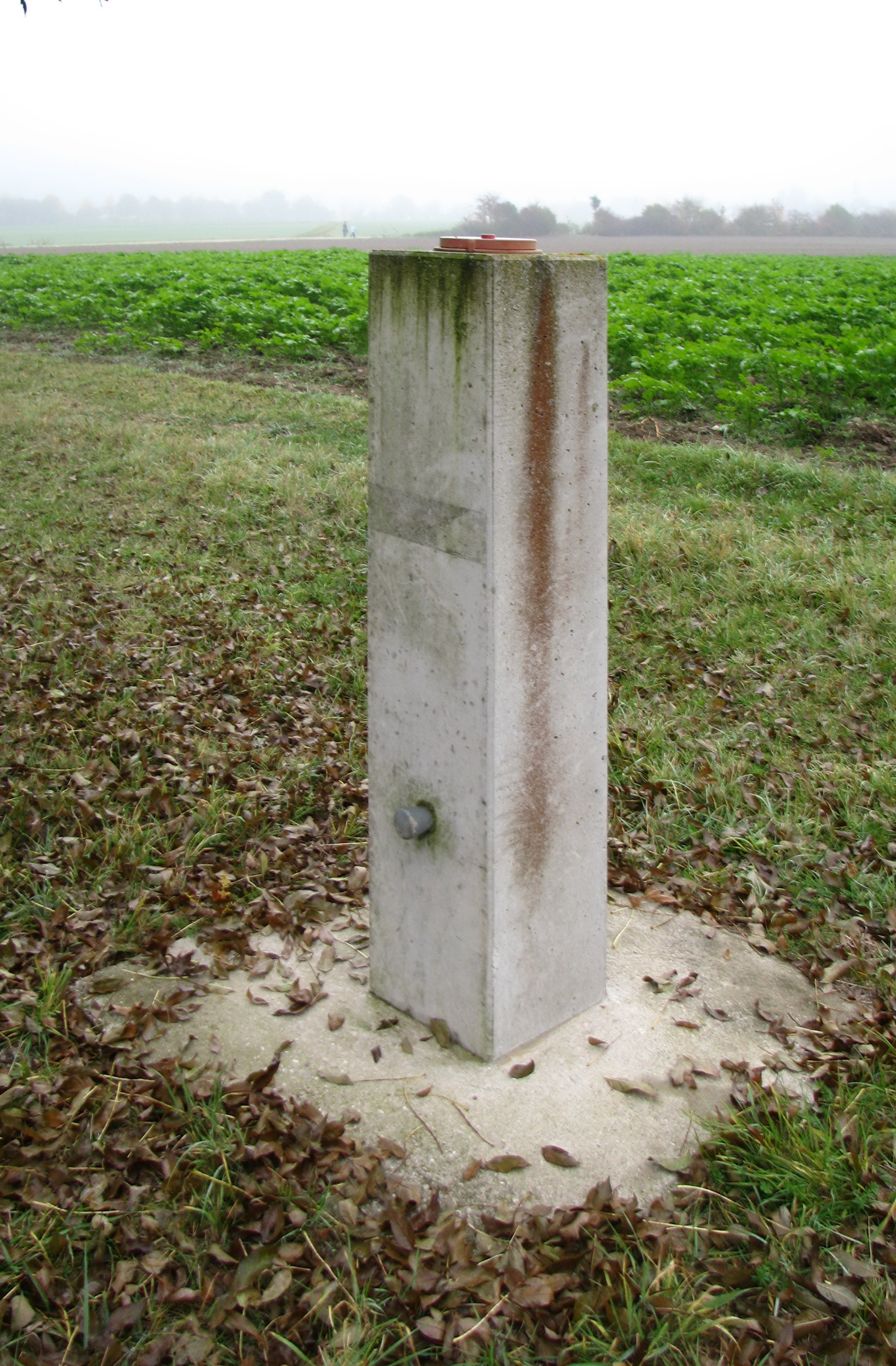
Betonový měřický pilíř, Německo
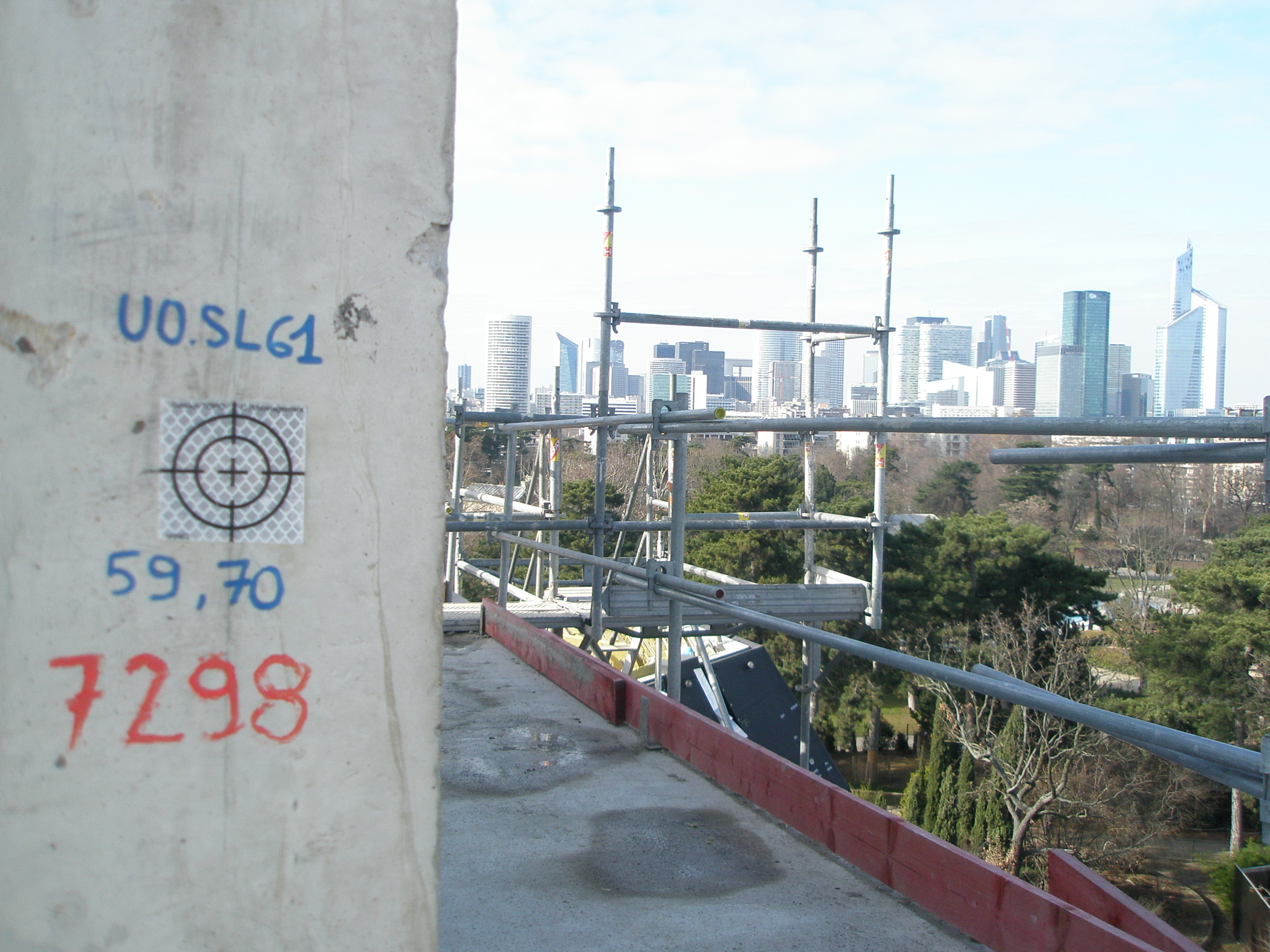
Měřický štítek, Francie
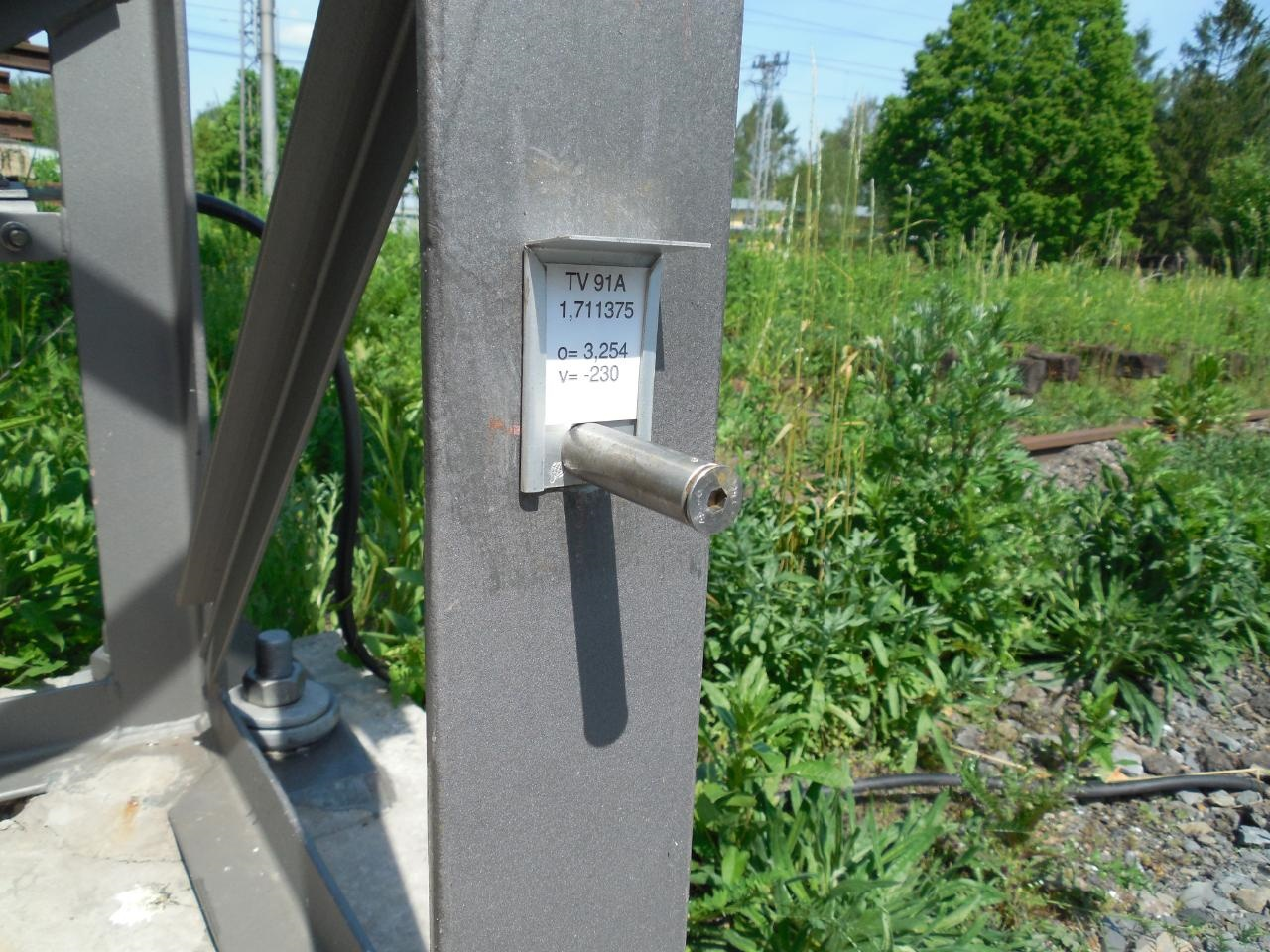
Zajišťovací značka, Česká republika.
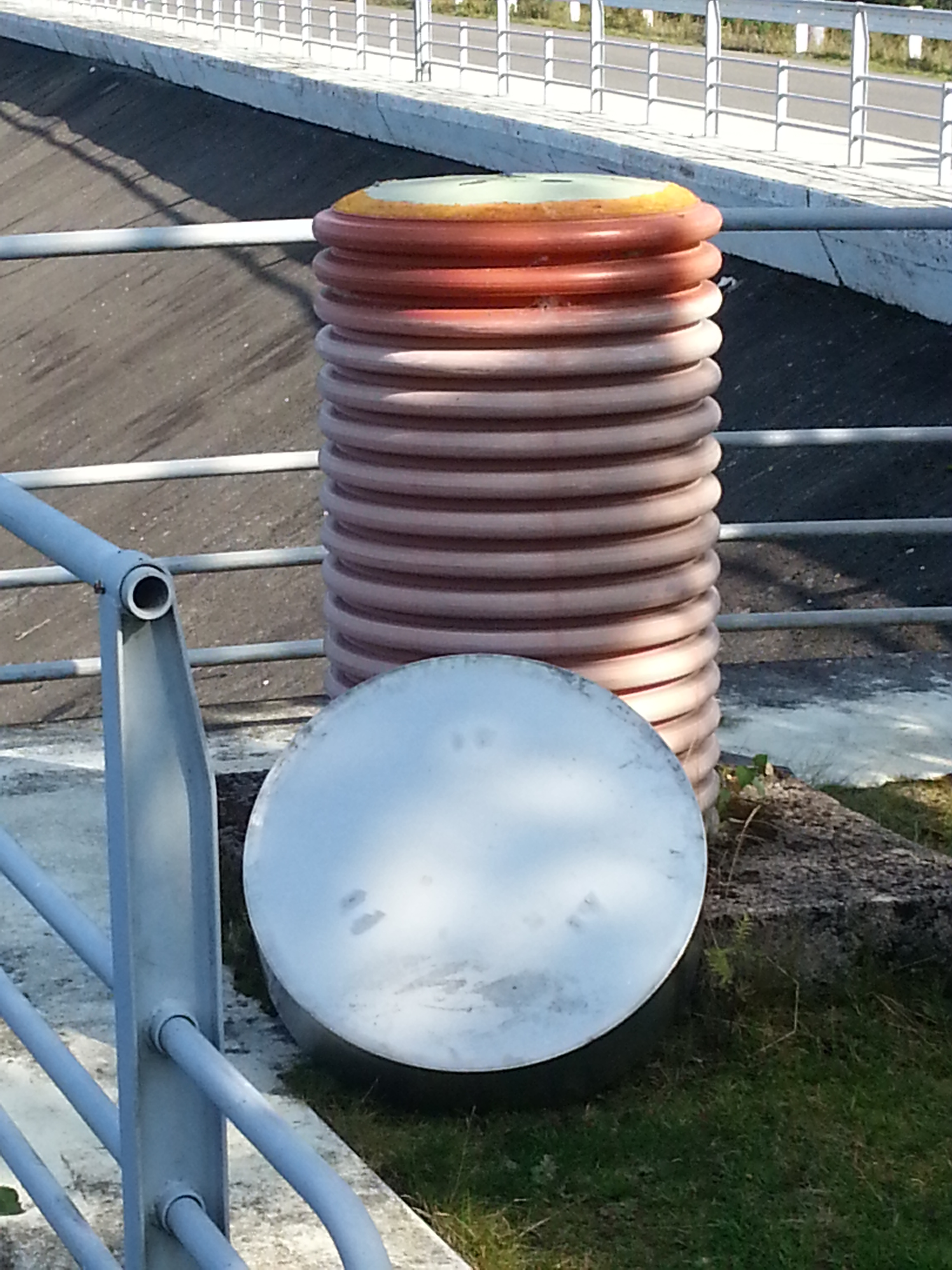
Betonový pilíř hloubkově založený, chráněný proti teplotním vlivům, v hlavě jsou tři drážky pro ustavení měřického přístroje (Vodní nádrž Josefův Důl).